# 齊王建
齊王建（—前221年），媯姓，田氏，本名田建，齐襄王之子，是戰國時代田齊的亡國君主。他於前264年至前221年在位，在位長達44年。

## 生平
前265年，齊襄王過世。翌年（前264年），齊襄王的兒子田建繼位，史稱齊王建，獲得太后君王輔政扶持。當時秦国实行远交近攻的策略，由於齊國位處東方海滨，在君王后的輔政下對秦國維持謹慎的外交關係，對其他五國諸侯又保持距離，因此在五國忙於應付秦國攻擊之下，齊王建在位四十餘年都不曾有戰事。
前260年（齊王建五年），長平之戰時，齊國、楚國援救趙國。趙軍缺糧，向齊國請求援助，齊王建不肯答應。周子以「脣亡齒寒」的道理勸說齊王建應盡快救援趙國，以確保趙國作為齊、楚的屏障，同時亦能贏得救亡抗秦的道義和名聲。齊王建不聽，結果秦軍繼續攻打趙國，擊敗趙國後坑殺趙軍四十萬。
前249年（齊王建十六年），君王后病逝，同年秦國消滅了姬周僅餘的勢力東周國。君王后死後由族弟勝擔任齊國國相。后勝多次收受秦國使臣的錢財，他派遣的賓客進入秦國，也受了秦國的重賄而勸齊王入秦與秦王會面，不做戰爭的準備，也不幫助五國抗秦，結果在秦國持續的攻勢之下五國相繼破滅。在秦國擊敗魏國置東郡（前242年）後，齊王建仍在前237年（齊王建二十八年）入朝秦國，並獲秦王政設酒宴招待。秦國在前225年（齊王建四十年）滅魏後開始在歷下之地（今山東省濟南市歷下區）陳兵威脅齊國；至前222年（齊王建四十三年），秦先後消滅了燕、代，至此六國僅餘齊國尚存。
前221年（齊王建四十四年），齊王建及后勝派兵守備西界，不與秦國通使。秦國以此為由，命王賁率兵由燕地南下入侵齊都臨淄，齊國西部的主力未能回援，以致秦軍入城時臨淄民眾不敢抵抗。秦使陳馳以五百里封地誘騙齊王建投降，齊王不納即墨大夫之諌而聽信后勝及陳馳之言，不戰而降前往秦國，結果被俘後遷往共地（故共國所在，於今河南省輝縣）松柏樹林之中，最終餓死。齊國百姓怨恨齊王建不及早與諸侯合縱攻秦，聽信姦臣賓客之言，致使國家滅亡，因而編出歌謠說：“是松樹嗎？還是柏樹嗎？讓齊王建住到共地的難道不是賓客嗎？”

## 家族成員
- 弟田假。前208年（秦二世二年）六月，自立為齊王。

- 田儋的從弟田榮起兵，驅逐田假，田假逃亡楚國。

有孙田安，曾于秦汉之交受封为济北王。